# Tomás López Medel
Tomás López Medel (1520-1582), fue un letrado especialista en derecho canónico, español, natural de La Alcarria, nacido en Tendilla. Fue oidor de la Real Audiencia de los Confines en Guatemala en 1549. Designado visitador de la provincia de Yucatán ejerció el gobierno de la región de 1552 a 1553. En 1557 pasó a la Real Audiencia de Santafé de Bogotá, regresando a España en 1562. Donó algunas reliquias al Monasterio de Santa Ana de Tendilla que trajo de Roma. Murió en Villafranca Montes de Oca, siendo el provisor del Hospital Real desde 1574 hasta su fallecimiento.

## Datos biográficos e históricos
López Medel fue hijo de un labrador, Francisco Medel. Por su afán de superación intelectual viajó a Alcalá de Henares, donde estudió Derecho Canónico, concluyendo sus estudios en mayo de 1539. Se trasladó a Sevilla, donde fue nombrado oidor en la Real Audiencia de los Confines, Guatemala a donde se dirigió en 1548.
En 1552 fue enviado a la provincia de Yucatán, entonces dentro de la jurisdicción de la Audiencia de los Confines. En Yucatán actuó como visitador y oidor de la provincia haciéndose cargo del gobierno provincial, con instrucciones de allanar una seria disputa que se daba en la región entre los encomenderos que habían, en buen número, participado en la conquista de la península de Yucatán y los frailes franciscanos que llevaron la misión de catequizar a los indígenas mayas.  Los primeros querían utilizar a los indígenas extensamente en servicios personales y como cargadores de mercancías entre las poblaciones ante la ausencia de bestias que sirvieran a ese propósito. Los segundos, insistían en que los naturales debían ser tratados como seres humanos y no como animales de carga y tampoco en beneficio de las encomiendas, que ya con el tributo que pagaban era suficiente. Había en la época la determinación real explícita de no servirse de los naturales mayas como esclavos, razón por la cual algunos de los conquistadores habían inclusive traído africanos en calidad de tales. Pero ni uno, ni otro grupo de dominadores cejaban en su intención de hacer las cosas a su más estricta conveniencia. Los seglares aducían que los franciscanos bien que utilizaban a voluntad a los indígenas como mano de obra en la construcción de sus residencias y monasterios, que en muchos casos eran construcciones suntuosas y quienes estaban encargados de propagar la fe cristiana contra-argumentaban que tales construcciones tenían el carácter de públicas ya que en ellas funcionaban escuelas y hospitales en los poblados y por tanto debían ser construidas por la comunidad.
Durante más de un año López Medel viajó por la península para conocer a fondo la situación y concluyó su viaje escribiendo sus famosas Ordenanzas en las que prescribió con lujo de detalle y de sentido de la justicia, cuál debería ser la relación entre encomenderos, frailes e indígenas y apuntando con gran precisión las reglas que deberían observarse en la región a fin de mantener la vida social en la paz, orden y justicia. Por su trabajo fue ampliamente reconocido en la provincia y el reconocimiento al mérito de su tarea llegó a la corte real en España.
En 1557, Tomás López Medel fue trasladado a Santa Fe de Bogotá para actuar también como oidor de su Real Audiencia. De su experiencia en Colombia escribió un libro, que recogió su sobrino el fraile Juan de San Jerónimo, y cuya copia, manuscrita en el siglo XVIII por Juan Bautista Muñoz, se conserva en la Academia de la Historia de Madrid con el título de: Tratado de los tres elementos, aire, agua y tierra, que versa sobre historia social, económica y religiosa de las Indias, de la naturaleza de la región y de otras particularidades sobre el Nuevo Mundo.
Después de residir en Bogotá, en 1562 regresó a España. Ingresó nuevamente en la Universidad de Alcalá para continuar sus estudios en artes y teología. Como resultado de tales estudios se ordenó sacerdote de la iglesia católica. Viajó a Roma, donde fue recibido por el Papa Pío V. Recibió del prelado reliquias que López Medel regaló más tarde al monasterio de los jerónimos de Tendilla.
Su desempeño y prestigio intelectual hicieron que Felipe II de España le ofreciera en 1572 la vacante mitra episcopal de Guatemala, que él declinó. En 1574 fue nombrado provisor del Hospital Real de Villafranca Montes de Oca, puesto que ejerció hasta su fallecimiento. Murió en 1582 siendo enterrado en el hospital que dirigió, y luego sus restos fueron trasladados al convento jerónimo de Santa Ana, en su pueblo natal, en donde hasta la fecha se conservan.

## Obra
- Tratado de los tres elementos, aire, agua y tierra.
- Matalotage espiritual, tratado sobre las condiciones y virtudes que debían reunir los misioneros en América.
- Ordenanzas de gobierno para la provincia de Yucatán en Nueva España.